# Le Lauzet-Ubaye
Le Lauzet-Ubaye is een Franse gemeente in het departement Alpes-de-Haute-Provence (regio Provence-Alpes-Côte d'Azur). De gemeente telt 203 inwoners (1999) en maakt deel uit van het arrondissement Barcelonnette.
De gemeente ontstond in 1959 toen Le Lauzet fusioneerde met Ubaye, dat verdween bij de vorming van het stuwmeer van Serre-Ponçon.

## Geografie
De oppervlakte van Le Lauzet-Ubaye bedraagt 70,7 km², de bevolkingsdichtheid is 2,9 inwoners per km².
De onderstaande kaart toont de ligging van Le Lauzet-Ubaye met de belangrijkste infrastructuur en aangrenzende gemeenten.

## Demografie
Onderstaande figuur toont het verloop van het inwonertal (bron: INSEE-tellingen).
Vanwege een beveiligingsprobleem met de MediaWiki Graph-software is het momenteel niet mogelijk deze grafiek weer te geven. Zodra de software is bijgewerkt zal de grafiek vanzelf weer zichtbaar worden.